# Centre Nacionalista Republicà de Palafrugell
El Centre Nacionalista Republicà fou una associació de Palafrugell de principis del segle xx, sorgida de la Societat Centre Català de Palafrugell. És el primer Centre Nacionalista Republicà que s'organitza a les comarques de Girona.

## Història
L'Agrupació Catalanista es funda el 13 de novembre de 1899 amb el programa de les bases consignades a l'Assemblea de Delegats de la Unió Catalanista celebrada a Manresa el mes de març de 1892.
La Societat Centre Català de Palafrugell que s'havia constituït el 1904 es dissol el 10 de febrer de 1907 i passa a formar part del Centre Nacionalista Republicà de Palafrugell.
El Centre Nacionalista Republicà de Palafrugell es constitueix oficialment el 8 d'abril de 1907, pocs mesos després de la fundació del nou partit a Barcelona. A la primera reunió hi són presents uns seixanta assistents, entre els quals hi trobem la cúpula dirigent del Centre Català de Palafrugell. Ocuparan els càrrecs d'aquesta nova entitat: Josep Bofill (president), Ferran Carreras (vicepresident), Enric Frigola (tresorer), Enric Bosch (bibliotecari), Martí Esparragó (secretari), Joan Rius (vicesecretari), Martí Mascort (vocal), Pelai Granés (vocal) i Josep Miquel (vocal). Van portar a terme una important tasca de sociabilitat, buscant tant la difusió dels ideals nacionalistes i republicans, com la cultura i l'esbarjo dels socis i simpatitzants.
El 7 de juny de 1908 se celebrarà a Palafrugell un gran míting catalanista, on intervindran personatges com Eugeni Xammar, Salvador Millet, el doctor Martí i Julià, el doctor Pla i Armengol i Josep Torres Sampol.
L'activitat del Centre Nacionalista Republicà de Palafrugell s'anirà diluint a poc a poc, a finals de 1909 es deixen de convocar les reunions del Consell Directiu i del Consell General del Centre. El Centre Nacionalista Republicà de Palafrugell editava les publicacions Llibertat i La Crònica. El periòdic Llibertat va aparèixer poques setmanes després de la constitució del Centre Nacionalista Republicà de Palafrugell, però va tenir una vida efímera. A finals de 1907 apareix La Crònica, que neix com a "Periódic Catalanista d'Avisos y Notícias", i que es publica fins a l'abril de 1910. Alguns dels redactors més importants d'aquesta publicació foren Josep Bofill, Enric Frigola, Josep Miquel, Ramir Medir i Josep Vergés. El director fou Joan Linares.

## Història arxivística
La documentació va ser conservada a La Marineda, la casa d'estiueig de Joan Vergés i Barris, industrial surer i primer alcalde catalanista de Palafrugell, fins al seu ingrés a l'Arxiu Municipal de Palafrugell el 2002.